# Yanagawa Nobuyuki
Yanagawa Nobuyuki (jap. 柳川 信行, eigentlich: Masutsuyoshi Nobuyuki (増健 亘志); * 22. Januar 1974 in Kōchi, Präfektur Kōchi) ist ein japanischer Sumōringer. Er gehört zum Mihogaseki-beya.
Yanagawa Nobuyuki fing im Grundschulalter mit dem Sumō an. Während seines Studiums gewann er eine Universitätsmeisterschaft. 1996 wurde er ein professioneller Sumōringer. 1998 stieg er erstmals zum Jūryō-Ringer auf. Yanagawa war 2003 der erste Ringer der Jūryō-Division, der einen Kampf durch das 2001 eingeführte Tsukihiza verlor. 2004 wurde er in die Makushita-Division herabgestuft.